# Konrad Dürre
Konrad Dürre (* 31. August 1884 in Lüchow (Wendland); † 23. Mai 1940 in Bad Nauheim) war ein deutscher Redakteur, Dramatiker, Germanist und Eugeniker.

## Leben und Tätigkeit
Dürre war Sohn eines Landgerichtssekretärs. Nach dem Schulbesuch studierte er Germanistik. 1915 wurde er an der Universität Göttingen promoviert. In den folgenden Jahren arbeitete er als Oberlehrer in Wiesbaden, wo er Deutsch und Französisch unterrichtete.
Als das seit 1919 bestehende französische Besetzungsregime in der Pfalz anlässlich der französischen Ruhrgebietsbesetzung 1923 verschärft wurde, wurde Dürre 1923 oder 1924 aus Wiesbaden ausgewiesen. Von 1927 bis 1933 lehrte er dann als Studienrat in Hannover. Daneben war er Mitarbeiter der Deutschen Welle des Deutschlandsenders, für die er Hörspiele als Verfasser und Regisseur produzierte, und Hauptschriftleiter der Kulturzeitschrift Der Türmer sowie Mitglied des exklusiven Deutschen Herrenklubs in Berlin.
Nach Beginn der Zeit des Nationalsozialismus kehrte Dürre 1934 nach Wiesbaden zurück, wo er die Leitung der Volkshochschule übernahm. 1936 wurde er zudem Ortsgruppenleiter der Deutschen Gesellschaft für Rassenhygiene in Wiesbaden. Zum 1. Mai 1937 trat er der NSDAP bei (Mitgliedsnummer 5.694.991).

## Schriften
- Die Mercatorszene im lateinisch-liturgischen, altdeutschen und altfranzösischen religiösen Drama, Göttingen 1915. (Dissertation)
- Ein deutsches Weihnachtsspiel nach alter Art, Bad Nassau 1916. (Neuauflage 1927)
- Erbbiologischer und eugenischer Wegweiser für Jedermann, Metzner, Berlin 1932
- Praktische Nationaleugenik : Ein Gebot der Stunde, in: Deutsche Rundschau 233 (1932), S. 9–13
- Erbbiologischer und rassenhygienischer Wegweiser für jedermann, Metzner, Berlin 1933 (7. und 8. Auflage Berlin 1939)
- Erbstrom. Volkslehrstück in drei Akten, Berlin 1933.
- Wege zur Menschenkenntnis, Verlag für Standesamtswesen, Berlin 1938.